# Greg Iles

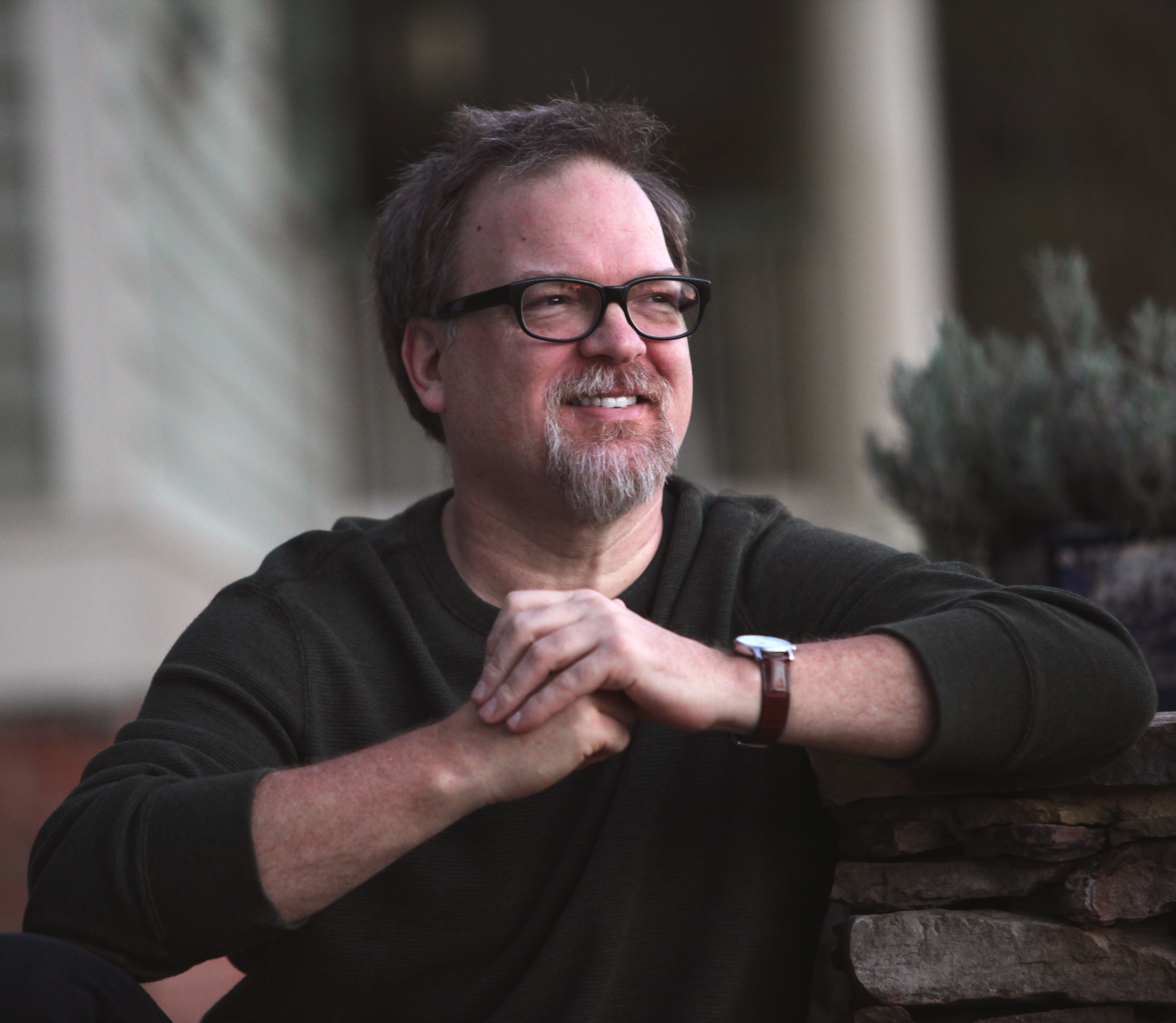
Greg Iles, vor 2014

Greg Iles (* 8. April 1960 in Stuttgart; † 15. August 2025) war ein US-amerikanischer Schriftsteller.

## Leben
Greg Iles wurde 1960 in Stuttgart geboren, wo sein Vater eine amerikanische Klinik leitete. Als er vier Jahre alt war, zog die Familie nach Natchez in Mississippi.
Nachdem Iles 1983 sein Studium an der Universität von Mississippi abgeschlossen hatte, war er Gitarrist und Sänger der Frankly Scarlet Band. 1989 gab er die Musik auf und widmete sich der Schriftstellerei. Sein Debütroman Spandau Phoenix erschien 1993.
Er hat mehrere Bestseller verschiedener Genres veröffentlicht, die in Dutzenden Sprachen und mehr als 20 Ländern erschienen sind. Viele seiner Romane handeln von der Hauptfigur Penn Cage und spielen in den Südstaaten der USA. Trotz wechselnder Hauptpersonen und Erzählformen (erste Person, dritte Person) tauchen dieselben Nebenrollen wiederholt in den Handlungssträngen auf.
Der Roman 24 Hours wurde 2002 unter dem Namen Trapped mit Charlize Theron und Kevin Bacon verfilmt. Greg Iles verfasste hierzu auch das Drehbuch.
2011 erlitt Iles lebensbedrohliche Verletzungen infolge eines Autounfalls, wodurch er einen Teil seines rechten Beins verlor. Während seiner Genesung schrieb Iles drei weitere Romane seiner Penn-Cage-Serie, die erneut in Natchez im Bundesstaat Mississippi, Iles’ Heimat, spielen.
In seiner Freizeit beschäftigte er sich mit Musik. Iles war Mitglied der Band Rock Bottom Remainders, deren Mitglieder ausschließlich Schriftsteller, Journalisten und Drehbuchautoren sind.
Greg Iles lebte mit seiner Frau und den beiden Kindern in Natchez. 2025 starb er an einer Krebserkrankung (Multiples Myelom).

## Werke

### Romane
Penn-Cage-Reihe
1. The Quiet Game, 1999 (Unter Verschluss), dt. von Bianca Güth; Bastei Lübbe, Bergisch Gladbach 2001. ISBN 3-404-14550-X
2. Turning Angel, 2005 (Blackmail), dt. von Axel Merz; Bastei Lübbe, Bergisch Gladbach 2007. ISBN 978-3-404-15802-7
3. The Devil’s Punchbowl, 2009 (Adrenalin), dt. von Bernd Rullkötter; Bastei Lübbe, Köln 2011. ISBN 978-3-404-16542-1
4. Natchez Burning, dt. von Ulrike Seeberger; Rütten & Loening, Berlin 2015. ISBN 978-3-352-00681-4
5. The Bone Tree, 2015 (Die Toten von Natchez), dt. von Ulrike Seeberger; Rütten & Loening Berlin 2016. ISBN 978-3-352-00665-4
6. Mississippi Blood, 2017 (Die Sünden von Natchez), dt. von Ulrike Seeberger; Rütten & Loening Berlin 2018. ISBN 3-352-00907-4

Mississippi-Reihe
1. Mortal Fear, 1997 (@E.R.O.S.), dt. von Uwe Anton; Bastei Lübbe, Bergisch Gladbach 2003. ISBN 3-404-25922-X
2. 24 Hours, 2000 (24 Stunden), dt. von Karin Meddekis; Bastei Lübbe, Bergisch Gladbach 2002. ISBN 3-404-14810-X / auch als: 24 Stunden Angst, gleiche Übersetzung; Weltbild, Augsburg 2003. ISBN 3-8289-7260-8
3. Dead Sleep, 2001 (Infernal), dt. von Axel Merz; Ehrenwirth, Bergisch Gladbach 2003. ISBN 3-431-03503-5
4. Sleep No More, 2002 (Ewiger Schlaf), dt. von Bianca Güth; Bastei Lübbe, Bergisch Gladbach 2004. ISBN 3-404-15160-7
5. Cemetery Road: a novel (Verratenes Land), dt. von Ulrike Seeberger; HarperCollins, Hamburg 2019. ISBN 978-3-95967-336-5

Andere Romane
- Spandau Phoenix, 1993
- Black Cross, 1995 (Schwarzer Tod), dt. von Wolfgang Thon; Bastei Lübbe, Bergisch Gladbach 2000. ISBN 3-404-14421-X
- The Footprints of God, 2003 (auch als Dark Matter) (Geraubte Erinnerung), dt. von Axel Merz; Bastei Lübbe, Bergisch Gladbach 2005. ISBN 3-404-15397-9
- Blood Memory, 2005 (Bisswunden), dt. von Axel Merz; Bastei Lübbe, Bergisch Gladbach 2007. ISBN 978-3-404-15576-7
- True Evil, 2006 (Leises Gift), dt. von Axel Merz; Bastei Lübbe, Bergisch Gladbach 2008. ISBN 978-3-404-15967-3
- Third Degree, 2007 (12 Stunden Angst), dt. von Axel Merz; Bastei Lübbe, Bergisch Gladbach 2009. ISBN 978-3-404-16408-0

### Hörbücher
- 12 Stunden Angst (Sprecher Uve Teschner, Länge 6:30 Std., 2010)
- @E.R.O.S. (Sprecher: Uve Teschner, Länge 21:42 Std., ungekürzt, 5. Oktober 2012)
- Unter Verschluss (Sprecher: Uve Teschner, Länge: 21:09 Std., ungekürzt, 22. Januar 2013)
- 24 Stunden (Sprecher: Uve Teschner, Länge 12:55 Std., ungekürzt, 8. August 2012)
- Infernal (Sprecher: Uve Teschner, Länge 17:29 Std., ungekürzt, 4. Mai 2012)
- Ewiger Schlaf (Sprecher: Uve Teschner, Länge 13:45 Std., ungekürzt, 26. September 2013)
- Geraubte Erinnerung (Sprecher: Uve Teschner, Länge 17:02 Std., ungekürzt, 12. Dezember 2013)
- Bisswunden (Sprecher: Melanie Pukaß, Länge 7:39 Std., gekürzt, 20. August 2008)
- Blackmail (Sprecher: Tobias Kluckert, Länge 6:33 Std., gekürzt, 20. September 2004)
- Leises Gift (Sprecher: Reent Reins, Länge 7:51 Std., gekürzt, 29. Januar 2009)
- Adrenalin (Sprecher: Uve Teschner, Länge 21:40 Std., ungekürzt, 31. Oktober 2013)
- Natchez Burning (Sprecher: Uve Teschner, Länge 32:28 Std., ungekürzt, 20. Februar 2015)
- Die Toten von Natchez (Sprecher: Uve Teschner, Länge 32:33 Std., ungekürzt, 18. April 2016)
- Die Sünden von Natchez (Sprecher: Uve Teschner, Länge 30:02 Std., ungekürzt, 28. April 2018)
- Verratenes Land (Sprecher: Uve Teschner, Länge 24:02 Std., ungekürzt, 19. August 2019)